# Quận 5, Paris
Quận 5 (còn có tên là quận Panthéon, nhưng tên gọi này ít được dùng trong đời sống thường nhật) là quận cổ nhất thành phố Paris. Nó phủ kín gần như toàn bộ khu phố La Tinh, được những người La Mã xây vào thời Cổ đại. Nằm ở tả ngạn, ngay bên bờ sông Seine, phía Bắc của Quận 5 sang bên kia sông là Quận 4. Phía Tây là Quận 6 và các phía còn lại là Quận 13 và Quận 14.
Khu phố La Tinh thuộc Quận 5 là nơi tập trung rất nhiều trường đại học. Phần Quận 5 giáp với sông, cuối đại lộ Saint-Michel là nơi tập trung nhiều nhà hàng, quán cà phê luôn đông đúc khách du lịch. Tòa thị chính của quận nằm trên quảng trường Pathéon.

## Dân số
Theo điều tra năm 1999, quận có 58.849 dân trên diện tích 254 ha, trung bình 23.169 người/km²
| Năm              | Dân số  | Mật độ (người/km²) |
| ---------------- | ------- | ------------------ |
| 1872             | 96 689  | 38 067             |
| 1911 (định điểm) | 121 378 | 47 768             |
| 1954             | 106 443 | 41 907             |
| 1962             | 96 031  | 37 793             |
| 1968             | 83 721  | 32 948             |
| 1975             | 67 668  | 26 630             |
| 1982             | 62 173  | 24 468             |
| 1990             | 61 222  | 24 094             |
| 1999             | 58 849  | 23 160             |

## Các công trình, địa điểm
- Arènes de Lutèce
- Collège de France
- École normale supérieure
- Trường Bách khoa Paris (tòa nhà cũ, trường chính hiện nằm ở Palaiseau)
- Trụ sở tại Paris của Institut national agronomique Paris-Grignon (INA P-G) - (Viện quốc gia nông học Paris-Grignon)
- Église Saint-Médard
- Bệnh viện du Val-de-Grâce
- Hôtel de Cluny
- Institut du monde arabe - (Viện thế giới Ả Rập)
- Jardin des Plantes
- Lycée Henri-IV
- Lycée Louis-le-Grand
- Ministère de la Recherche - (Bộ Nghiên cứu Khoa học Pháp)
- Mosquée de Paris
- Điện Panthéon Paris
- Sorbonne
- Nhà hát Huchette
- Université Sorbonne-Nouvelle
- Campus de Jussieu

## Các phố chính

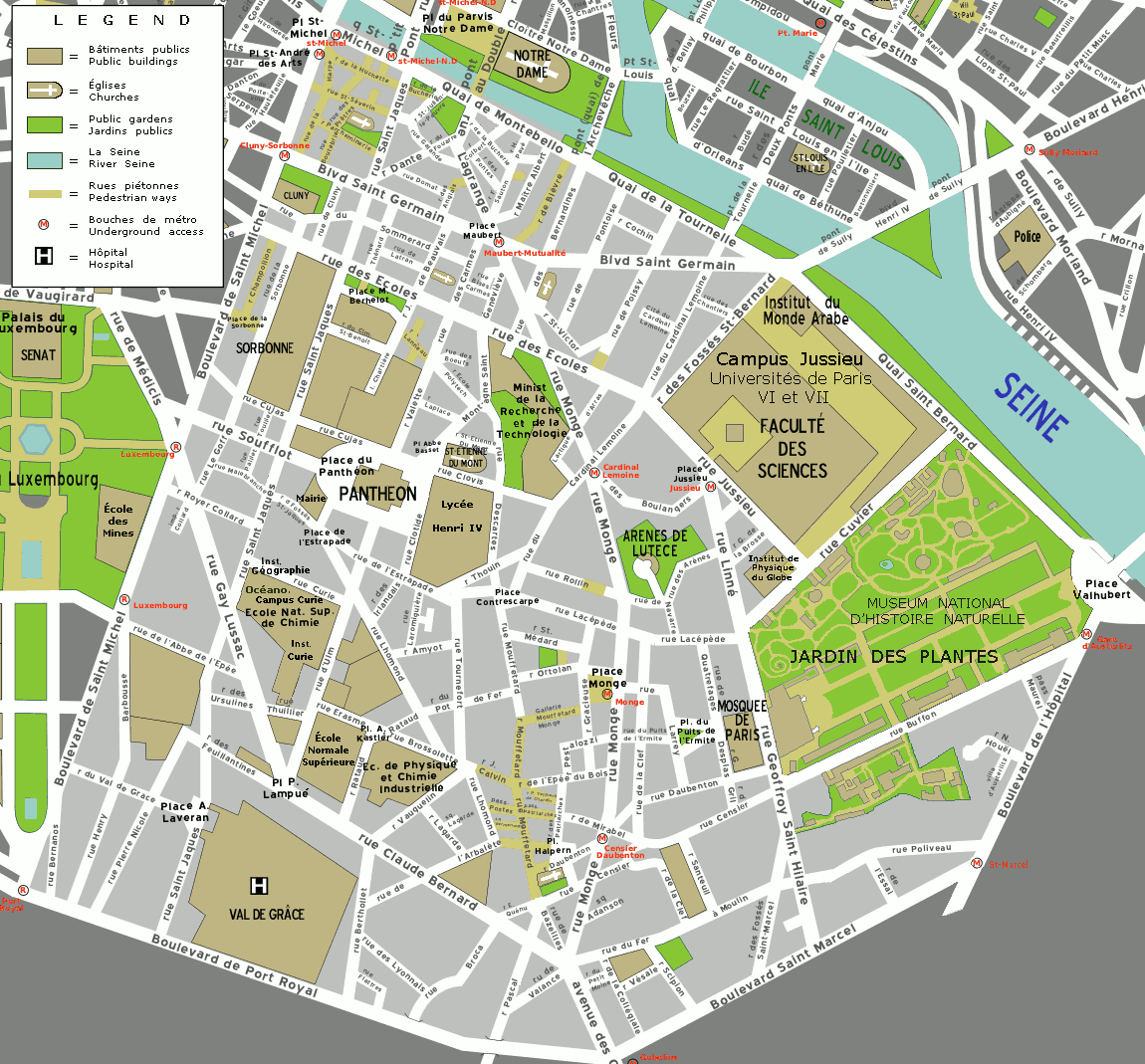
Bản đồ quận 5

| - Phố Anglais - Phố Arènes - Quảng trường nhỏ Arènes de Lutèce - Phố Bernardins - Phố Boutebrie - Phố Buffon - Phố Cardinal-Lemoine - Phố Carmes - Phố Censier - Phố du Chat-qui-Pêche - Phố Claude-Bernard - Phố Clef - Phố Clovis - Quảng trường Contrescarpe - Phố Cujas - Phố Dante - Phố Estrapade - Phố Lanneau - Phố Descartes - Phố Écoles - Phố Fer-à-Moulin - Phố Fossés-Saint-Bernard - Phố Fossés-Saint-Jacques - Đại lộ Gobelins - Phố Gay-Lussac - Phố Geoffroy-Saint-Hilaire | - Phố Harpe - Phố Huchette - Phố Jussieu - Phố Laplace - Phố Lacépède - Phố Lagrange - Phố Lhomond - Phố Linné - Phố Malebranche - Phố Monge - Phố Montagne Sainte-Geneviève - Phố Mouffetard - Quảng trường Panthéon de Paris - Phố Pierre et Marie Curie - Phố Poliveau - Phố Prêtres-Saint-Séverin - Đại lộ Saint-Germain - Phố Saint-Jacques - Đại lộ Saint-Michel - Phố Saint-Séverin - Phố Sorbonne - Phố Soufflot - Phố Thouin - Phố d'Ulm - Phố Valette - Phố Xavier-Privas |

## Phường
Quận 5 gồm 4 phường:
- Saint-Victor
- Jardin-des-Plantes
- Val-de-Grâce
- Sorbonne